# スポットライトを当ててくれ!
『スポットライトを当ててくれ!』（スポットライトをあててくれ!）は、2024年2月24日公開の日本映画。監督は高明、主演は森本のぶ。

## キャスト
- 渡辺光一 - 森本のぶ
- 鈴木愛(メイ) - 園田あいか
- 小池京子 - 佐々木心音
- 清水のぼる - 平塚真介
- 前田博昭 - 松浦慎一郎
- 鈴木一郎 - 三溝浩二
- 菅田隆 - 本郷弦
- 木村 - 大塚航ニ朗
- 福田翔一 - 八神蓮
- 南山毅 - 4000年に一度咲く金指
- 神田太一 - 山岡竜弘
- 伊藤静香 - 伊藤しずな
- 餅山三郎 - 渡辺慎一郎
- 阿部雄也 - 板倉武志
- 東山十郎- 杉田翔
- 鈴木千恵子 - 植松愛
- 毛利伴蔵 - 板倉佳司
- 宮下隆ニ - 福津健創
- 松村和史 - 数ヒロキ
- カップル男 - 斉藤一平
- カップル女 - 近藤奈保希
- 軽トラのおやじ - 佐藤五郎
- 司会者 - 後藤ひろみ
- 鈴木達郎 - 竹田哲朗
- しずえ - にわつとむ
- 森山貫太 - 川連廣明

## スタッフ
- プロデューサー - 篠宮隆浩
- 監督・脚本 - 高明
- AP - 阿部早夏子
- 撮影 - 亀井耶馬人
- 編集 - 松戸賢治
- 助監督 - 飛田一樹・野村愛・金沢勇大
- 照明 - 小川滿
- 錄音 - 丹雄二
- 主題歌 - 『夢の果て』　西中村豪起
- タイトルデザイン - 本野霄丘